# 发明家
发明家是指创造或发现新事物、新方法的人，这些新的创造往往推动社会发展和进步。
如今发明家通常用于描绘那些获得多项专利的人。
而發明是應用自然規律解決技術領域中特有問題而提出創新性方案、措施的過程和成果。產品之所以被發明出來是為了滿足人們日常生活的需要而發明出來產品。分為有用發明和無用發明。發明的成果或是提供前所未有的人工自然物模型，或是提供加工製作的新工藝、新方法。機器設備、儀表裝備和各種消費用品以及有關製造工藝、生產流程和檢測控制方法的創新和改造，均屬於發明。